# Mathieu Dreyfus
Mathieu Dreyfus, né le 2 juillet 1857 à Mulhouse et mort le 22 octobre 1930 à Paris 16e, est un industriel alsacien, frère aîné d'Alfred Dreyfus dont il sera le soutien le plus fidèle lors de l'affaire Dreyfus.

## Biographie

### Enfance alsacienne
Né deux ans avant Alfred, il suit en Alsace une scolarité malmenée par la guerre franco-prussienne de 1870. Quand la France perd l'Alsace et la Moselle lors du Traité de Francfort, en 1871, son père, directeur d'une filature de coton, choisit la nationalité française pour lui et ses enfants mineurs, et s’installe à Paris avec sa famille.
Mathieu poursuit ses études à Paris au collège Sainte-Barbe, puis au lycée Chaptal. À 18 ans, il s'engage dans le 9e régiment de hussards de Belfort. Mais, à la différence d'Alfred, il n'est pas fait pour la carrière militaire.
Avec ses autres frères Jacques et Léon, il poursuit la tradition familiale et travaille à l'entreprise de coton de Mulhouse. En 1885, il en devient le directeur. Il se marie en mai 1889 avec Suzanne Marguerite Schwob, sœur de Jacques Schwob d'Héricourt et fille d'un fabricant de textiles d'Héricourt non loin de Belfort. Ils auront deux enfants, une fille, Magui (qui épousera Adolphe Reinach, le fils de Joseph Reinach, puis Ernest Mercier), et un garçon, Émile, qui mourra sous-lieutenant au 32e Régiment d'Artillerie de Campagne le 22 octobre 1915 pendant la première Guerre mondiale.

## Premier Dreyfusard
Le 31 octobre 1894, alors qu'il est à Mulhouse, Mathieu reçoit un télégramme de sa belle-sœur Lucie, l'épouse d'Alfred, lui demandant de rejoindre Paris au plus tôt. Arrivé le lendemain, Mathieu apprend que son frère est arrêté pour trahison. Pour lui, il n'y a aucun doute : cette affaire est une erreur judiciaire qui sera vite éclaircie.
Il obtient alors un rendez-vous avec le commandant du Paty de Clam, qui a procédé à l'arrestation de son frère. Le commandant lui indique que les charges sont accablantes et que, d'ailleurs, le capitaine Dreyfus est sur la voie des aveux. Convaincu de l'innocence de son frère, Mathieu propose à du Paty un marché : « Laissez-moi pénétrer auprès de mon frère […] Vous assisterez derrière un rideau à notre entretien. Si, par impossible, il a commis une erreur, il me dira tout à moi, et moi-même je lui mettrai le pistolet dans les mains. » Du Paty refuse.
Mathieu cherche alors un avocat qui pourra défendre son frère. Ce sera maître Demange. Le 13 décembre 1894, à quelques jours de la comparution d'Alfred Dreyfus en conseil de guerre, Mathieu réussit à rencontrer le colonel Jean Sandherr, chef du service des renseignements, et mulhousien comme lui, qui se retranche derrière le secret militaire. Il contacte alors le journaliste et député Joseph Reinach, convaincu lui aussi de l'innocence de Dreyfus. Reinach demande au président de la République, Casimir-Périer, que le procès ne se déroule pas à huis clos ; peine perdue.
Mathieu envisage toutes les pistes pour obtenir de l'aide. Désemparé, il s'adresse même, avec l'aide du Dr Joseph Gibert, à la voyante normande Léonie Leboulanger, qui lui « révèle » l'existence du « dossier secret » utilisé contre Dreyfus en violation des règles de procédure. Il s'agite, cherche l'appui de tous ses contacts et se voit menacé d'arrestation pour complicité. Du Paty de Clam le soupçonne un moment d'avoir lui-même écrit le bordereau. De son côté, Alphonse Bertillon, convoqué pour expertiser la pièce à conviction, estime que le capitaine Dreyfus a imité l'écriture de son frère Mathieu pour masquer la sienne. Il comprend alors qu'il doit mener une véritable campagne et poursuivre une action quotidienne pour faire toute la vérité sur cette affaire. Il sera le « frère admirable » pour Bernard Lazare, le « noble Mathieu » pour Georges Clemenceau et le « frère héroïque » pour Émile Zola.

### Combat pour la vérité
En février 1895, alors que son frère vient d'être déporté, Mathieu rencontre le journaliste anarchiste Bernard Lazare, qui vient de publier L'Antisémitisme, son histoire et ses causes. Pendant l'été 1895, Mathieu lui fournit tous les documents nécessaires pour rédiger le premier dossier consacré à l'affaire, dont s'inspirera Zola pour écrire J'accuse… !. Très polémique, ce dossier est finalement remanié et publié en novembre 1896 sous le titre Une erreur judiciaire. La vérité sur l'affaire Dreyfus. Lazare y démonte l'accusation point par point et demande la révision du procès. Mais le dossier ne réussit pas à mobiliser les personnalités auxquelles il a été adressé.
En 1896, Mathieu tente de regagner l’intérêt du public en lançant une rumeur par l'intermédiaire du journal anglais The Daily Chronicle : son frère s’est échappé du bagne de l'île du Diable. L’information est reprise sans aucune vérification par la presse française. Elle sera vite démentie, mais aura pour conséquence d'aggraver les conditions de détention d'Alfred Dreyfus, qui est désormais attaché la nuit et consigné dans sa case, laquelle sera entourée d’une palissade de 2,50 m de haut.
Informés accidentellement de l'existence d'un dossier secret, Mathieu et Lucie Dreyfus, avec l'aide de Lazare, déposent alors une pétition au Parlement demandant la révision du procès. Elle est rejetée « faute de preuves ». Seul le vice-président du Sénat Auguste Scheurer-Kestner, Alsacien lui aussi, se prononcera pour un nouvel examen de l'affaire. Pendant toute l'année 1897, Mathieu Dreyfus commande des expertises graphologiques, en France et à l'étranger, qui établissent que le bordereau n'a pas été écrit par Alfred Dreyfus.
Début novembre 1897, il découvre que le commandant Esterhazy est bien l'auteur du bordereau attribué à son frère : le banquier de Castro reconnaît en effet l'écriture du militaire, qui est son ancien client, sur la reproduction du bordereau qu'expose Mathieu sur un boulevard parisien. Celui-ci en parle immédiatement à Scheurer-Kestner, qui avait déjà appris la nouvelle par d'autres sources. Le 15 novembre, il porte plainte auprès du ministère de la Guerre contre Esterhazy. Le scandale éclate au grand jour. L'armée est contrainte d'ouvrir une enquête.

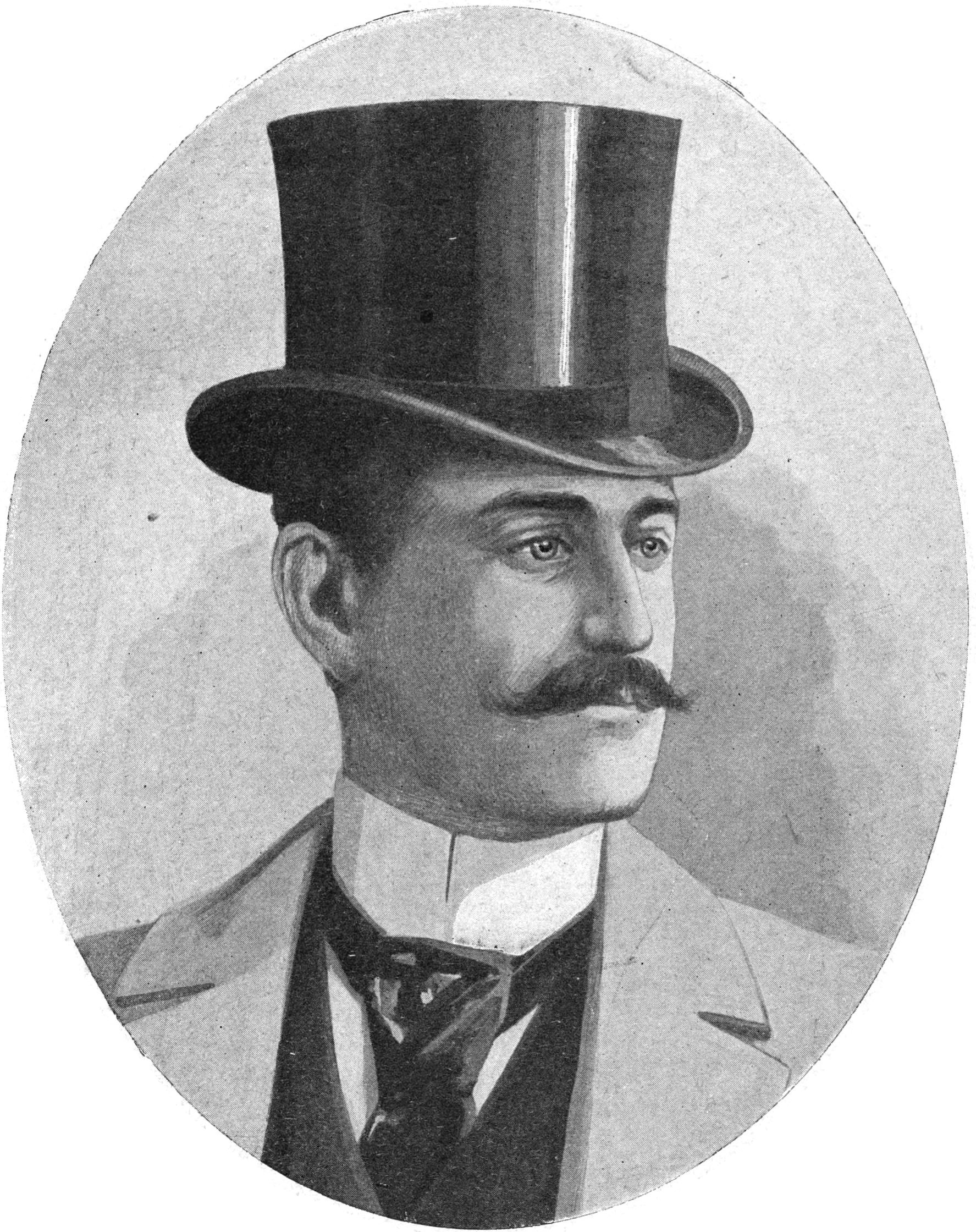
Mathieu Dreyfus en 1898.

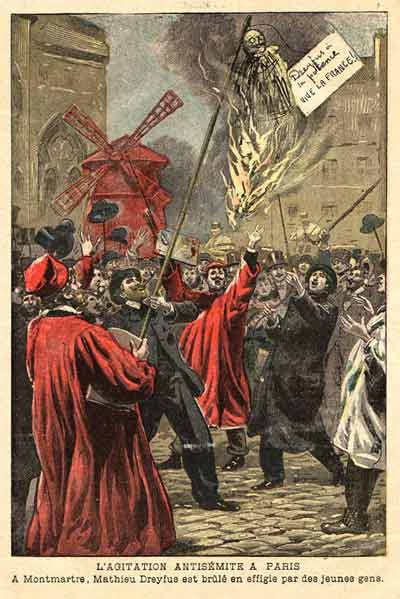
Manifestation antisémite visant Mathieu Dreyfus.
Illustration parue dans Le Petit Parisien, 1898.

Mais lors de la comparution d'Esterhazy, le 10 janvier 1898, le président du Conseil de guerre refuse de laisser Mathieu et Lucie Dreyfus se porter partie civile. Soutenu par Bernard Lazare, Joseph Reinach et Auguste Scheurer-Kestner, Mathieu s'acharne à convaincre des écrivains, des scientifiques et des hommes politiques que son frère est victime d'une effroyable erreur judiciaire. L'affaire Dreyfus prend des allures d'affaire d'État. Les « intellectuels » prennent alors la défense du capitaine accusé à tort.
Après le procès de Rennes, le 9 septembre 1899, Alfred Dreyfus est condamné à dix ans de détention avec les circonstances atténuantes. Le président du Conseil Pierre Waldeck-Rousseau propose de gracier le capitaine. Mathieu persuade son frère d'accepter. Sept ans plus tard, en 1906, Alfred Dreyfus est enfin réhabilité. Un repas de fête réunit la famille, boulevard Malesherbes à Paris, pour célébrer l'événement.
Mathieu retourne à Mulhouse. En 1914, l'entreprise de coton familiale est saisie par les autorités allemandes. Mathieu doit se contenter de diriger la succursale de Belfort. Il ne récupèrera l'usine de Mulhouse qu'en 1919 et la revendra l'année suivante à Marcel Boussac. La succursale de Belfort sera, elle, vendue à la famille Schwob d'Héricourt. Mathieu meurt en 1930, cinq ans avant son frère Alfred.

## Publications posthumes
- L'Affaire telle que je l'ai vécue, Paris, Bernard Grasset, 1978 ; rééd. 1998.
- Dreyfusards ! souvenirs de Mathieu Dreyfus et autres inédits, édités et présentés par Robert Gauthier, Paris, 1965 ; rééd. Gallimard, 1978 ; Gallimard, « Folio histoire », 2006.

## Au cinéma
Dans le film J'accuse (2019) de Roman Polanski, son rôle est joué par Nicolas Bridet.